# آخر وأفضل بيتر بان
اخر وأفضل بيتر بان هي قصة قصيرة غير منشورة من تأليف دي جي سالينجر.

## الحبكة
تتمركز القصة حلو محادثه بين فينسيت كولفيلد ووالدته. والدته، تكون ممثله اسمها ماري مورايتي، أخفت مسودة الاستطلاع. فوجدها في درج الانيه، فغضبمن والدته لأخفائها عنه. ومع استمرار المحادثة، ظهر ان والدته تهتم بالفضل له. ابنها الآخر، كينيت قتل في الحرب وهي تريد ان تمنع هذا من ان يحدث مجددا. اخ اخر، ولد مراق اسمه هولدين، تم ذكره. يشير فينسنت إلى قفاز البيسبول الخاص به المغطى بالشعر، مشابه لي «اللي» في «زا كاتشر هن زا راي». ومع قرب نهاية القصة، فينسيت يفهم قلق والدته حوله، ولكن يشعر بالاسف حلو سلوكها اللطيف، ويعبر عن احباطه لقلقها الشديد بشأنه، خاصة على الأطفال الذين هم على وشك السقوط من منحدر.

## تاريخ
القصة - كما هو الحال مع العديد من أعمال سالينجر غير المنشورة - يكتنفها الغموض. مخطوطة مطبوعة من 12 صفحة متاحة للمستفيدين في مكتبة فايرستون بجامعة برينستون. هذا جزء من أرشيفات القصة بالمكتبة. على الرغم من تبرع سالينجر بالمخطوطة (مع ما لا يقل عن ثلاث قصص أخرى غير منشورة ومراسلات مختلفة من وإلى محرر ستوري، ويت بورنيت) إلى المكتبة، إلا أن الوصول إليها مقيد بشدة. إنه أحد العناصر القليلة في السلسلة التي لا يُسمح بتصويرها. علاوة على ذلك، أصبحت القطعة موضوعًا وسط محاولة كاتب السيرة الذاتية استخدام محتويات رسائل سالينجر.هناك خطاب واحد على الأقل، متاح في المكتبة، يذكر بإيجاز القطعة وقرار سالينجر اللاحق الذي لا يتزعزع بسحب القصة القوية من النشر ورفض مناقشة الأسباب (تم قبولها في قصة في عام 1942 بعد رفضها من قبل «زا نيو يوركر» في نفس العام). نصت ملكية سالينجر ووكالته الأدبية، هارولد أوبر أسوشيتس، على عدم نشر العمل حتى عام 2051، وفقًا لرغباته الصريحة. في سبتمبر 2013، تم الإبلاغ عن أنه، إلى جانب سلسلة من الأعمال الأخرى لسالينجر، سيتم نشر القصة بين عامي 2015 و 2020، على الرغم من أنها لم تُنشر بعد.